# Callerya sphaerosperma
Callerya sphaerosperma là một loài thực vật có hoa trong họ Đậu. Loài này được Wei Zhi (韦直, Vi Trực) mô tả khoa học đầu tiên năm 1985 dưới danh pháp Millettia sphaerosperma. Năm 2007, Zhi Wei và Leslie Pedley  chuyển nó sang chi Callerya.

## Tên gọi
Tên gọi trong tiếng Trung là 球子鸡血藤 (cầu tử kê huyết đằng), nghĩa là dây máu gà quả tròn.

## Mô tả
Cây bụi leo bám. Vỏ cây màu vàng nhạt. Thân có lông tơ mịn khi non, sau nhẵn nhụi, rải rác có các bì khổng nhỏ, gốc màu nâu và dễ tróc vỏ. Lá 3 lá chét; trục cuống lá 15-25 cm, gồm cả cuống lá 4-6 cm; lá kèm con khoảng 2 mm; phiến lá chét hình elip-hình mác, các lá chét bên 9-12 × 3,5-5 cm, lá chét trên cùng 11-18 × 6-9 cm, dạng giấy, mặt xa trục màu xanh lục rơm với các gân rõ nét, mặt gần trục màu xanh lục sẫm và phẳng. Chùy hoa đầu cành 12-15 cm; cành mang hoa tỏa rộng, có lông tơ mịn. Hoa khoảng 1,5 cm. Tràng hoa màu từ đỏ tới tía; cánh cờ thuôn dài, không có thể chai ở đáy, mặt ngoài rậm lông lụa. Bầu nhụy có lông lụa, với 6-8 noãn. Quả đậu hình cầu, 5-6,5 × ~3 cm, dạng da, lông măng màu nâu, đỉnh có mỏ; đường ráp nối rõ rệt. Hạt 1 hoặc 2 mỗi quả, màu nâu sẫm, hình trứng rộng. Ra hoa tháng 6-8, tạo quả tháng 10-11.

## Phân bố
Khe núi có bóng râm; cao độ khoảng 1.000 m. Quảng Tây, Quý Châu.